# Exserohilum
Exserohilum K.J. Leonard & Suggs – rodzaj workowców z klasy Dothideomycetes.

## Charakterystyka
Grzyby mikroskopijne. Znane są tylko anamorfy. Teleomorfy należą do rodzaju Setosphaeria. Brunatne konidiofory wyrastają pojedynczo z tkanek porażonych roślin. Są nierozgałęzione, powyginane tylko w części szczytowej, poza tym proste. Komórki konidiotwórcze zazwyczaj z kilkoma miejscami wytwarzania konidiów. Powstają one holoblastycznie na sympodialnie powstających wierzchołkach konidioforów i uwalniają się przez dobrze widoczne szczytowe pory. Konidia o kształcie od wrzecionowatego do cylindrycznego lub odwrotnie maczugowate i barwie od oliwkowobrunatnej do brunatnej. Są kilkukomórkowe, przy czym pierwsza przegroda powstaje blisko środka konidium, druga w jego wierzchołku, trzecia w środku. Strzępka rostkowa wyrasta blisko podstawy zarodnika, rzadko sympodialnie.
Występują na wszystkich kontynentach, ale głównie w strefie tropikalnej. Są pasożytami roślin jednoliściennych. E. turcicum w Polsce wywołuje helmintosporiozę liści kukurydzy, E. rostratum powoduje zgorzel siewek oraz plamistość liści pszenicy i innych traw.

## Systematyka i nazewnictwo
Pozycja w klasyfikacji według Index Fungorum: Pleosporaceae, Pleosporales, Pleosporomycetidae, Dothideomycetes, Pezizomycotina, Ascomycota, Fungi.
Synonimy: Luttrellia Khokhr. & Gornostaĭ 1978, Setosphaeria K.J. Leonard & Suggs 1974.

## Gatunki występujące w Polsce
- Exserohilum monoceras (Drechsler) K.J. Leonard & Suggs 1974
- Exserohilum pedicellatum (A.W. Henry) K.J. Leonard & Suggs 1974
- Exserohilum rostratum (Drechsler) K.J. Leonard & Suggs 1974
- Exserohilum turcicum (Pass.) K.J. Leonard & Suggs 1974

Nazwy naukowe na podstawie Index Fungorum. Wykaz gatunków według W. Mułenki i in. oraz J. Marcinkowskiej.